# Giambattista Vela
Giambattista Vela (1707 – 1800) è stato un pittore italiano, attivo in Italia meridionale durante il Settecento.

## Biografia
Di origine napoletana, fu allievo e amico di Francesco Solimena e soggiornò spesso nella villa che quest'ultimo possedeva a Barra.

## Opere
Come pittore operò in tutta l'Italia meridionale.
- Ciclo di Sant'Agostino (metà del XVIII secolo),  chiesa di Sant'Agostino a La Valletta;
- Madonna delle Grazie con le anime purganti (1769), chiesa di Santa Maria della Pazienza a Napoli;
- Madonna del Carmelo (1772), chiesa di San Matteo a Nocera Inferiore (rubata);
- Visione di Santa Francesca Romana (1772), custodita presso la chiesa di San Giacomo a Cicciano;
- San Giuseppe e Gesù Bambino (1777), Chiesa di Santa Lucia a Rapolla.